# The Chameleons
The Chameleons (còn được gọi là The Chameleons UK tại Bắc Mỹ) là một ban nhạc post-punk người Anh thành lập tại Middleton, Đại Manchester năm 1981. Đội hình chính của ban nhạc gồm Mark Burgess (hát chính/bass), Reg Smithies (guitar), Dave Fielding (guitar) và John Lever (trống, thay thế cho Brian Schofield). Họ đã phát hành sáu album phòng thu và một EP trước khi tan rã năm 2003.

## Thành viên

### The Chameleons

#### Đội hình chính
- Mark Burgess - hát, bass (1981-1987, 2000-2003)
- Reg Smithies - guitar (1981-1987, 2000-2003)
- Dave Fielding - guitar (1981-1987, 2000-2003)
- John Lever - trống (1981, 1983-1987, 2000-2003)

#### Thành viên khác
- Brian Schofield - trống (1981)
- Martin Jackson - trống (1982)
- Kwasi Asante - bộ gõ (2001-2003)

### ChameleonsVox
- Mark Burgess - hát, bass
- Neil Dwerryhouse - guitar
- Chris Oliver - guitar
- Yves Altana - trống
- Roger Lavallee - guitar

## Đĩa nhạc
Album phòng thu
- Script of the Bridge (1983)
- What Does Anything Mean? Basically (1985)
- Strange Times (1986)
- Strip (2000)
- Why Call It Anything (2001)
- This Never Ending Now (2002)

EP
- Tony Fletcher Walked on Water.... La La La La La-La La-La-La (1990)

Đĩa đơn
- "In Shreds"/"Less Than Human" (1982)
- "Up the Down Escalator"/"Monkeyland"/"Prisoners of the Sun" (1983)
- "As High as You Can Go"/"Pleasure and Pain"/"Paper Tigers" (1983)
- "A Person Isn't Safe Anywhere These Days"/"Thursday's Child"/"Prisoners of the Sun" (1983)
- "Singing Rule Britannia (While the Walls Close In)"/"Singing Rule Britannia (While the Walls Close In)" (live)/"Pleasure and Pain"(live) (1985)
- "Tears"/"Paradiso"/"Inside Out" (1986)
- "Swamp Thing"/"John, I'm Only Dancing" (1986)

Album trực tiếp
- Live at the Markthalle, Hamburg (1985)
- John Peel Sessions (1990)
- Tripping Dogs (1992)
- Here Today... Gone Tomorrow (1992)
- Live in Toronto (1992)
- Aufführung in Berlin (1993)
- The Radio 1 Evening Show Sessions (1993)
- Free Trade Hall Rehearsal (1993)
- Live Shreds (1996)
- Recorded Live at the Gallery Club Manchester, 18th December 1982 (1996)
- Live at the Witchwood (2000)
- Live at the Academy (2002)
- Acoustic Sessions (2010)

Album tổng hợp
- The Fan and the Bellows (1986)
- Dali's Picture (1993)
- Northern Songs (1994)
- Return of the Roughnecks – The Best of The Chameleons (1997)